# Velitjkovo (distrikt i Bulgarien, Varna)
Velitjkovo (bulgariska: Величково) är ett distrikt i Bulgarien.   Det ligger i kommunen Obsjtina Dălgopol och regionen Oblast Varna, i den östra delen av landet, 300 km öster om huvudstaden Sofia.
I omgivningarna runt Velitjkovo växer i huvudsak lövfällande lövskog. Runt Velitjkovo är det ganska glesbefolkat, med 39 invånare per kvadratkilometer.